# Marcus Rohdén
Marcus Christer Rohdén, né le 11 mai 1991 à Borås en Suède, est un footballeur international suédois. Évoluant au poste de milieu relayeur, il joue actuellement pour l'AEK Larnaca.

## Biographie

### En club
Marcus Rohdén inscrit 22 buts en première division suédoise avec le club de l'IF Elfsborg.

### En équipe nationale
Il reçoit sa première sélection en équipe de Suède le 15 janvier 2015, en amical contre la Côte d'Ivoire (victoire 0-2 à Abou Dabi). C'est lors de cette rencontre qu'il inscrit son premier but avec la Suède. 
Après avoir disputé six matchs amicaux, il joue le 6 septembre 2016, un match contre les Pays-Bas rentrant dans le cadre des éliminatoires du mondial 2018 (match nul 1-1 à Solna). Il est sélectionné pour la Coupe du monde 2018, compétition durant laquelle il ne rentre pas en jeu.

## Palmarès
Avec l'IF Elfsborg
- Champion de Suède en 2012
- Vainqueur de la Coupe de Suède en 2014

## Statistiques

### En club
Le tableau ci-dessous récapitule les statistiques de Marcus Rohdén lors de sa carrière en club :
| Saison                | Club                  | Championnat           | Championnat | Championnat | Coupe(s) nationale(s) | Coupe(s) nationale(s) | Compétition(s) continentale(s) | Compétition(s) continentale(s) | Compétition(s) continentale(s) | Autres compétitions | Autres compétitions | Autres compétitions | Total | Total |
| Saison                | Club                  | Division              | M.          | B.          | M.                    | B.                    | Comp.                          | M.                             | B.                             | Comp.               | M.                  | B.                  | M.    | B.    |
| 2011                  | Skövde AIK (prêt)     | 3                     | 4           | 0           | -                     | -                     | -                              | -                              | -                              | -                   | -                   | -                   | 4     | 0     |
| 2012                  | IF Elfsborg           | 1                     | 22          | 2           | 1                     | 0                     | C3                             | 3                              | 0                              | -                   | -                   | -                   | 26    | 2     |
| 2013                  | IF Elfsborg           | 1                     | 28          | 4           | 4                     | 4                     | C1+C3                          | 4+7                            | 2+0                            | -                   | -                   | -                   | 43    | 10    |
| 2014                  | IF Elfsborg           | 1                     | 28          | 5           | 7                     | 2                     | C3                             | 6                              | 1                              | SC                  | 1                   | 0                   | 42    | 8     |
| 2015                  | IF Elfsborg           | 1                     | 27          | 7           | 6                     | 0                     | C3                             | 6                              | 2                              | -                   | -                   | -                   | 39    | 9     |
| 2016                  | IF Elfsborg           | 1                     | 15          | 4           | 3                     | 0                     | -                              | -                              | -                              | -                   | -                   | -                   | 18    | 4     |
| 2016-2017             | FC Crotone            | 1                     | 12          | 0           | 1                     | 0                     | -                              | -                              | -                              | -                   | -                   | -                   | 13    | 0     |
| Total sur la carrière | Total sur la carrière | Total sur la carrière | 136         | 22          | 22                    | 6                     | -                              | 26                             | 5                              | -                   | 1                   | 0                   | 185   | 33    |

### But en sélection nationale
| No | Date            | Stade, ville, pays                                 | Adversaire    | Résultat | Compétition  |
| -- | --------------- | -------------------------------------------------- | ------------- | -------- | ------------ |
| 1  | 15 janvier 2015 | Stade Sheikh Zayed, Abu Dhabi, Émirats arabes unis | Côte d'Ivoire | V 2-0    | Match amical |